# Barbara (geslacht)
Barbara is een geslacht van vlinders van de familie bladrollers (Tortricidae), uit de onderfamilie Olethreutinae.

## Soorten
- B. colfaxiana (Kearfott, 1907)
- B. fulgens Kuznetsov, 1969
- B. herrichiana Obraztsov, 1960
- B. mappana Freeman, 1941
- B. margarotana (Wocke, 1861)
- B. osmana Obraztsov, 1952
- B. ulteriorana (Heinrich, 1920)